# Richard Wilson
Richard Wilson OBE (nascido Iain Carmichael Wilson; 9 de julho de 1936), é um ator e diretor de teatro escocês. 

## Televisão
- The Sweeney (1978) episódio "The bigger they are" como DCI Anderson
- The World of Peter Rabbit and Friends voz de Mr McGregor (1992)
- Unnatural Pursuits como Hector Duff (1992)
- The Adventures of Sherlock Holmes (1985) episódio The Red Headed League como Duncan Ross
- Andy Robson (1982–83)
- Born and Bred
- Doctor Who — episódios "The Empty Child" e "The Doctor Dances" (2005) - Doutor Constantine
- Duck Patrol
- Emmerdale
- Hot Metal (1988)
- King of Fridges (2004) (como Frank)
- Father Ted — episódio "The Mainland"
- Inspector Morse - episódio "Absolute Conviction"
- Mr. Bean — episódio "The Trouble With Mr Bean" como The Dentist
- Gulliver's Travels
- My Good Woman
- Life As We Know It
- Rentaghost
- Normal Service
- One Foot in the Grave (como Victor Meldrew)
- High Stakes
- Only When I Laugh
- A Sharp Intake Of Breath
- Tutti Frutti
- Cluedo
- Some Mothers Do 'Ave 'Em - episódio "Wendy House"- Como Ajustador de Segurança
- Star Portraits with Rolf Harris - celebridade "sitter" em um episódio de O Concurso de Retratos.
- Jeffrey Archer: The Truth como Duke of Edinburgh
- Crown Court (1970s) - como advogado.
- Thank God You're Here
- Merlin - como Gaius
- Demons - como o Pai de Simeon
- Britain's Best Drives
- The F Word - advogado
- Would I Lie To You?
- New Tricks (2009) - como o Pai de Bernárd em o episódio "The war against drugs"